# جيمس ورث ثورنتون
جيمس ورث ثورنتون (بالإنجليزية: James Worth Thornton)‏ هو نجم اجتماعي أمريكي، ولد في 19 سبتمبر 1906، وتوفي في 6 فبراير 1983.